# Milán Mozgi
Milán Mozgi es un deportista húngaro que compite en piragüismo en la modalidad de aguas tranquilas. Ganó dos medallas de oro en el Campeonato Europeo de Piragüismo, en los años 2017 y 2018.

## Palmarés internacional
| Campeonato Europeo | Campeonato Europeo | Campeonato Europeo | Campeonato Europeo |
| Año                | Lugar              | Medalla            | Competición        |
| ------------------ | ------------------ | ------------------ | ------------------ |
| 2017               | Plovdiv (Bulgaria) | Medalla de oro     | K4 500 m           |
| 2018               | Belgrado (Serbia)  | Medalla de oro     | K2 500 m           |